# André Venter
Pour les articles homonymes, voir Venter (homonymie).
Pas d'image ? Cliquez ici

a Compétitions nationales et continentales officielles uniquement.

b Matchs officiels uniquement.
André Venter, né le 14 novembre 1970 à Vereeniging, est un joueur international sud-africain de rugby à XV jouant au poste de troisième ligne aile, et plus rarement au poste de deuxième ligne. 
Il obtient 66 capes avec l'équipe d'Afrique du Sud entre 1996 et 2001. Il remporte avec sa sélection le Tri-nations 1998 et termine troisième de la coupe du monde 1999.
Il est le père de l'international sud-africain Andre-Hugo Venter.

## Biographie
Venter a joué dans le Super 12 avec les Central Cheetahs puis avec Cats.
André Venter obtient sa première sélection avec l'Afrique du Sud le 17 août 1996 à Durban contre la Nouvelle-Zélande. Il remplace le capitaine Francois Pienaar, blessé une semaine plus tôt lors du dernier match du Tri-nations 1996, compétition où les Springboks perdent trois matchs, les deux face aux All Blacks et un contre l'Australie, remportant une victoire face à ce même adversaire à Bloemfontein. Il dispute deux autres tests contre les All Blacks, ces derniers remportant les deux premières de ces trois confrontations et l'Afrique du Sud la dernière à Johannesbourg. En novembre, il dispute deux tests contre l'Argentine, deux victoires, inscrivant un essai lors de chacune de ces rencontres. L'Afrique du Sud dispute ensuite deux tests face à la France, deux victoires, puis va s'imposer à Cardiff contre le pays de Galles.
L'année suivante, il s'impose face aux Tonga, puis participe aux trois tests opposant les Springboks aux Lions britanniques lors de la tournée de ces derniers en Afrique du Sud. Les Lions s'imposent lors des deux premiers tests et s'assurent la victoire dans la série, l'Afrique du Sud remportant le dernier match. Il dispute ensuite ses premiers matchs dans le Tri-nations, trois défaites, deux face aux All Blacks et une face aux Wallabies. En fin d'année, il dispute cinq rencontres, cinq victoires, face à l'Italie, deux contre la France, l'Angleterre et enfin l'Écosse où il inscrit un essai.
L'Afrique du Sud dispute quatre rencontres en juin et juillet 1998, quatre victoires, deux face à l'Irlande, une face au pays de Galles, rencontre où les Springboks s'imposent 96 à 13 et où Venter inscrit deux essais, et la dernière face à l'Angleterre. Après deux victoires en Australie puis en Nouvelle-Zélande, l'équipe des Springboks confirme à domicile, 24 à 23 face aux All Blacks puis 29 à 15 face aux Wallabies pour remporter le premier Tr-nations de son histoire. En fin d'année, l'Afrique du Sud va affronter les quatre nations britanniques. Bien qu'il marque l'essai victorieux face au pays de Galles, il occupe un poste de remplaçant la semaine suivante face à l'Écosse, le sélectionneur Nick Mallett déclarant plus tard que la décision de le sortir de la liste des titulaires, au profit de Bobby Skinstad, après 29 matchs, a été « l'une des plus difficiles de sa carrière ». C'est de nouveau en tant que remplaçant qu'il dispute les deux matchs suivants, face à l'Irlande, puis l'Angleterre. Celle-ci, en s'imposant 13 à 7, met un terme à une série de dix-sept victoires consécutives des Springboks qui égale alors le record mondial de victoires consécutives détenu par les All Blacks. André Venter ne manque que le premier match de cette série.
André Venter figure parmi le groupe de joueurs retenus par Nick Mallett pour préparer le début de la saison internationale 1999. Titulaire au poste de flanker pour le premier match face à l'Italie, il est de nouveau utilisé en tant que remplaçant lors des deux tests suivant, de nouveau face à l'Italie, puis au pays de Galles, les Gallois s'imposant 29 à 19. Les Springboks s'inclinent lors des trois premières rencontres du Tri-nations, puis s'imposent au Cap face aux Wallabies, quatre rencontres que Venter dispute en tant que titulaire. Les Springboks sont alors en plein doute, avec quatre défaites sur le début de saison, le choix de Mallett de se priver de son capitaine Gary Teichmann pour privilgier Skinstad au poste de numéro 8 bien que celui-ci soit encore blessé au genou, et l'obligation faite au sélectionneur d'utiliser des joueurs noirs. L'Afrique du Sud dispute ensuite la coupe du monde qui se déroule dans les iles britanniques. Après avoir disputé deux des trois matchs de poule, dont le premier victorieux face à l'Écosse où il inscrit le dernier des six essais de la victoire 46 à 29, il dispute les trois matchs suivant, obtenant la qualification sur le score de 44 à 21, 24 points dont cinq drops de Jannie de Beer, face à l'Angleterre, puis concédant une défaite 27 à 21 en demi-finale face à l'Australie. L'Afrique du Sud s'impose 22 à 18 lors de la finale pour la troisième place face à la Nouvelle-Zélande. Il reçoit SA Rugby Player of the Year Award, trophée de meilleur joueur sud-africain de l'année.
En juin 2000, il dispute une rencontre contre le Canada, puis deux victoires face à l'Angleterre, une victoire puis une défaite. Avant le Tri-nations, il dispute un autre test face à l'Australie, le premier comptant pour le Nelson Mandela Trophy, match remporté 44 à 23 par les Wallabies. Lors des deux premières journées du Tri-nations, les Sud-Africains concèdent deux nouvelles défaites, avant de s'imposer à Johannesbourg contre les All Blacks puis de subir une nouvelle défaite Durban face aux Australiens. Après une victoire en Argentine, les Springboks se rendent dans l'hémisphère nord, s'imposant face à l'Irlande sur le score de 28 à 18 avec un essai de Venter, puis face au pays de Galles, avant de s'incliner face aux Anglais.
Le premier adversaire international de l'Afrique du Sud lors de l'année 2001 est la France, qui s'impose 32 à 23 à l'Ellis Park de Johannesbourg, rencontre où le sélectionneur Harry Viljoen a déplacé Venter en deeuxième ligne. Celui-ci, désigné comme la « soul of SA rugby », blessé aux côtes, est absent du deuxième test de la tournée des Français, les Springboks prenant leur revanche sur le score de 32 à 23. Venter est de retour contre l'Italie, à son poste de flanker, Les Sud-Africains s'inclinent à domicile face aux All Blacks lors de la première journée du Tri-nations, puis s'imposent à Pretoria face aux Wallabies, avant de faire match nul face à ce même adversaire à Perth et de perdre à Auckland face aux Néo-Zélandais. Venter est de nouveau présent lors de la tournée de novembre en Europe, mais il doit céder sa place à AJ Venter lors du premier match, face à la France, rentrant en jeu au poste de deuxième ligne. Harry Viljoen lui préfère Joe van Niekerk lors du match suivant face à l'Italie. Il est de nouveau remplaçant face à l'Angleterre, puis lors du dernier match face aux États-Unis.
En octobre 2002, il annonce qu'il mettra un terme de sa carrière à la fin de la saison de Currie Cup qu'il dispute avec les Free State Cheetahs.
4 ans après sa retraite, il est touché par la myélite transverse qui le prive de l'usage de ses jambes. Cette pathologie fait planer l'ombre du dopage car plusieurs joueurs sud-africains des années 1990 (Ruben Kruger, Joost van der Westhuizen, Tinus Linee) sont atteints de maladies neurologiques rares et en meurent jeunes,.

## Style de jeu
Malgré le fait que sa sélection comme troisième ligne aile, remplaçant Francois Pienaar, ne fut pas très bien acceptée en Afrique du Sud, du moins au début, ses performances sur le terrain en firent rapidement, l'un des favoris des supporters des Springboks.
Son gabarit allié à une puissance et une vitesse hors normes, ainsi que son jeu de main incroyable, sa puissance en mêlée et les options qu'il apportait en touche en ont fait pendant plusieurs années un joueur incontournable des Springboks à tel point qu'il fut même utilisé comme seconde ligne lors du Tri-nations 2000.
Il est alors considéré comme l'un des meilleurs flankers de l'époque, notamment pour son importance dans une équipe que le site walesonline désigne en 2014 sixième meilleure équipe de l'histoire.

## Vie privée
Il est à présent éleveur de bétail et copropriétaire de plusieurs franchises Konica. Ses passe-temps favoris sont le golf et la pêche.
Il est le père de l'international sud-africain Andre-Hugo Venter.

## Palmarès
André Venter obtient 66 capes, dont 57 en tant que titulaire, avec l'Afrique du Sud, entre le 17 août 1996 à Durban contre la Nouvelle-Zélande et le 1er décembre 2001 à Houston contre les États-Unis. Il inscrit 45 points, neuf essais.
Il participe à une édition de la Coupe du monde, en 1999, où l'Afrique du Sud termine à la troisième place. Il dispute cinq rencontres, contre l'Écosse, où il inscrit un essai, l'Uruguay, l'Angleterre, l'Australie et la Nouvelle-Zélande.
Il participe à cinq éditions du Tri-nations, en 1997, 1998, 1999, 2000 et 2001. Il dispute dix-neuf rencontres.